# Flądrowate

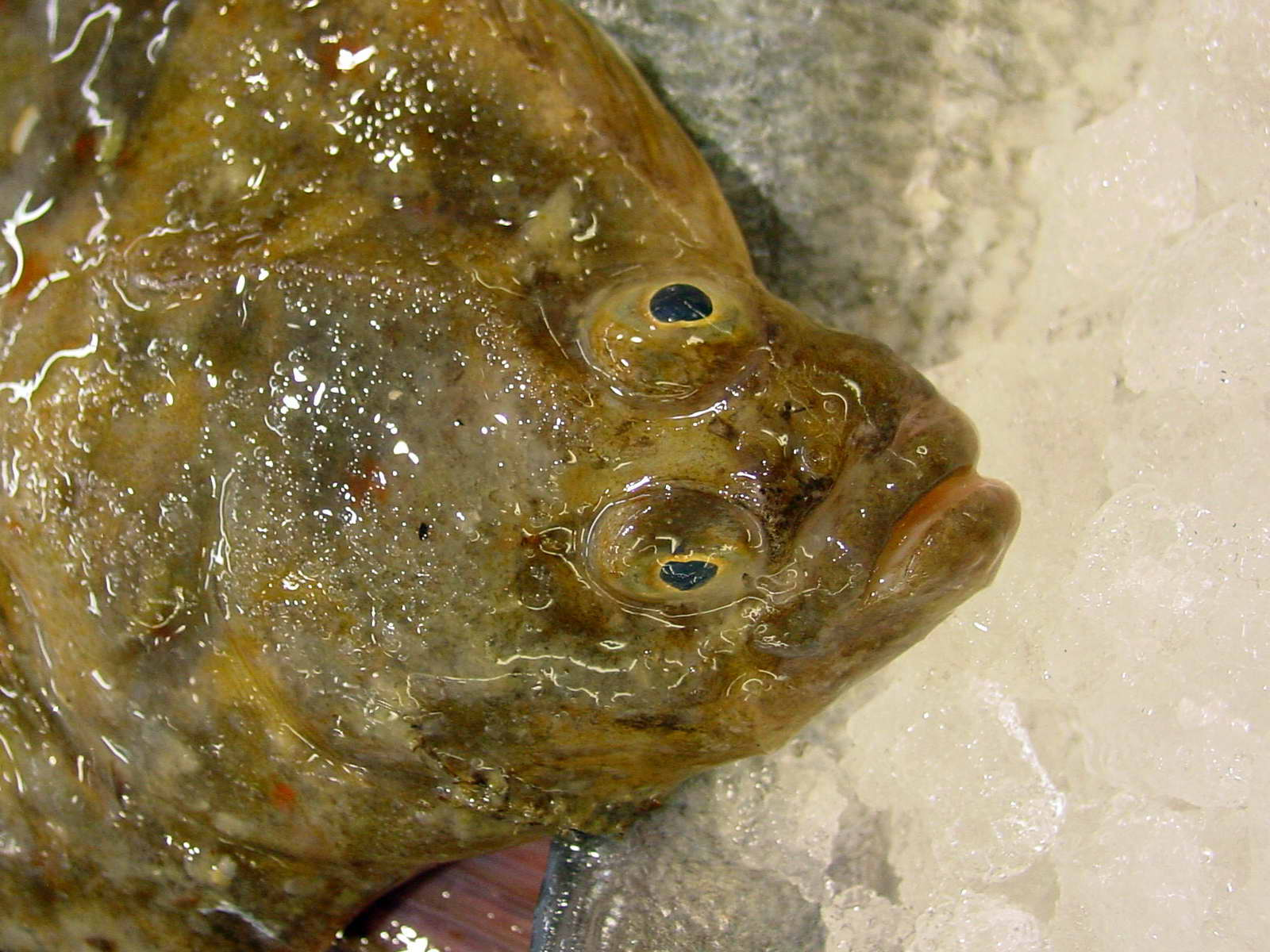
Platichthys flessus

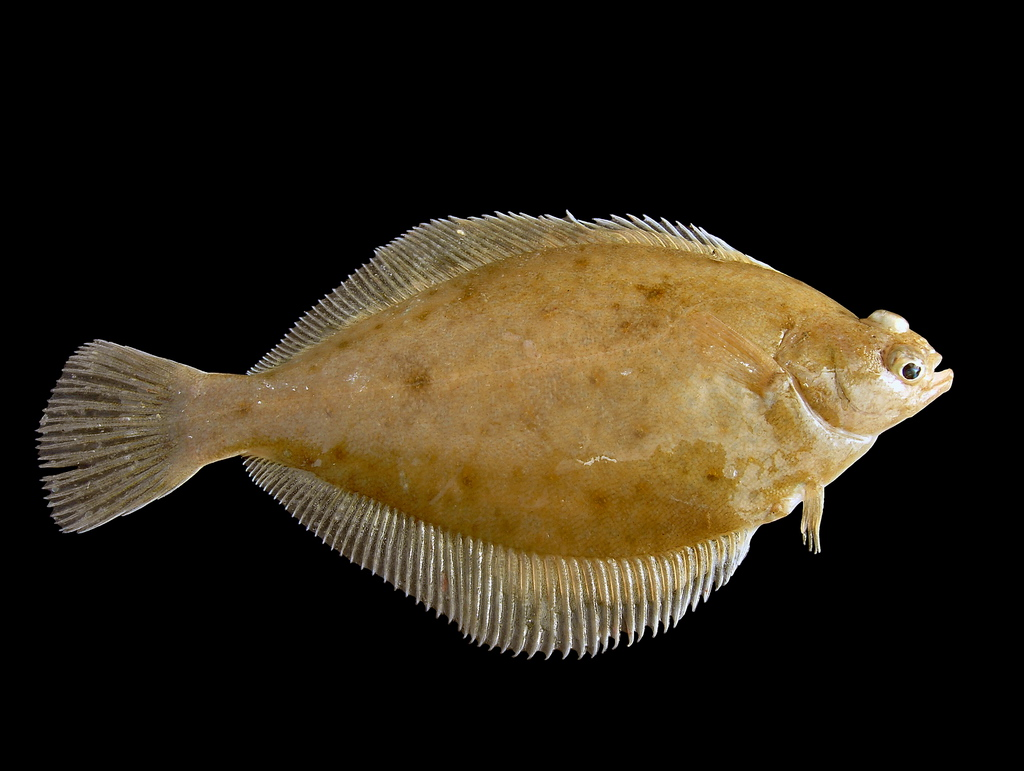
Zimnica (Limanda limanda)

Flądrowate, flądry prawooczne (Pleuronectidae) – rodzina ryb flądrokształtnych. Większość gatunków morskich, niektóre wpływają do wód słonawych, rzadko spotykane w wodach słodkich. Mają duże znaczenie gospodarcze ze względu na smaczne mięso.

## Występowanie
Ocean Arktyczny, Indyjski, Spokojny i Atlantycki. W Bałtyku występuje gładzica, niegładzica, stornia i zimnica.

## Opis
Cechuje je asymetryczna budowa ciała. Większość ma oczy położone po prawej stronie (stąd nazwa flądry prawooczne). Długa płetwa grzbietowa zachodzi na głowę. Prowadzą przydenny tryb życia odpoczywając na lewym boku. Mniejsze gatunki żywią się przydennymi bezkręgowcami, natomiast większe zjadają również ryby. Osiągają przeciętnie 30-40 cm długości. Największy przedstawiciel rodziny: halibut biały (Hippoglossus hippoglossus) osiąga 2,4 m długości i maksymalną wagę 320 kg.
Ikra składana jest w wodach pelagialnych.

## Klasyfikacja
Rodzaje zaliczane do tej rodziny są zgrupowane w podrodzinach Paralichthodinae, Pleuronectinae, Poecilopsettinae, Rhombosoleinae:
Acanthopsetta — Ammotretis — Atheresthes  — Azygopus — Cleisthenes — Clidoderma — Colistium  — Dexistes — Embassichthys  — Eopsetta — Glyptocephalus — Hippoglossoides — Hippoglossus — Hypsopsetta  — Isopsetta — Hypsopsetta  — Lepidopsetta — Limanda — Liopsetta  — Lyopsetta — Marleyella  — Microstomus — Nematops  — Oncopterus  — Paralichthodes  — Parophrys — Pelotretis  — Peltorhamphus  — Platichthys — Pleuronectes — Pleuronichthys — Poecilopsetta  — Psammodiscus  — Psettichthys — Pseudopleuronectes — Reinhardtius — Rhombosolea  — Tanakius  — Taratretis  — Verasper